# Dannebrog (Nebraska)
Dannebrog es una villa ubicada en el condado de Howard en el estado estadounidense de Nebraska. En el Censo de 2010 tenía una población de 303 habitantes y una densidad poblacional de 320,52 personas por km².

## Geografía
Dannebrog se encuentra ubicada en las coordenadas 41°7′7″N 98°32′45″O / 41.11861, -98.54583. Según la Oficina del Censo de los Estados Unidos, Dannebrog tiene una superficie total de 0.95 km², de la cual 0.95 km² corresponden a tierra firme y (0%) 0 km² es agua.

## Demografía
Según el censo de 2010, había 303 personas residiendo en Dannebrog. La densidad de población era de 320,52 hab./km². De los 303 habitantes, Dannebrog estaba compuesto por el 91.75% blancos, el 0% eran afroamericanos, el 1.65% eran amerindios, el 1.65% eran asiáticos, el 0.66% eran isleños del Pacífico, el 0.66% eran de otras razas y el 3.63% pertenecían a dos o más razas. Del total de la población el 4.95% eran hispanos o latinos de cualquier raza.